# AltGr
Klawisz AltGr (Alt Graph) – jeden z klawiszy Alt na klawiaturze komputerowej, umieszczony jest po prawej stronie klawisza spacji. Występuje tylko w niektórych układach klawiatury. Używany jest w kombinacji z innymi klawiszami (których naciśnięcie wstawia znak pisarski) i służy do modyfikacji znaczenia klawisza. Przykładowo w przypadku układów klawiatur dla języków używających alfabetu łacińskiego wzbogaconego o litery ze znakami diakrytycznymi naciśnięcie klawisza AltGr i klawisza z literą łacińską zwykle skutkuje wstawieniem litery ze znakiem diakrytycznym opartej na tej literze łacińskiej (AltGr+A daje znak „ą” itd.). 
W innych układach klawiatury, przede wszystkim typowym układzie amerykańskim, prawy klawisz Alt pełni funkcję identyczną jak lewy. W systemie Windows przy układzie klawiatury „Polski programisty” AltGr odpowiada kombinacji klawiszy Ctrl+Alt, co jest niekiedy kłopotliwe, gdyż w niektórych aplikacjach, sterownikach i skrótach programów znajdujących się na pulpicie zdefiniowane są skróty klawiaturowe Alt+Ctrl+litera. Na przykład zdefiniowanie skrótu Alt+Ctrl+S może uniemożliwić wpisywanie małej litery „ś”. Dotyczy to m.in. niektórych modeli komputerów stacjonarnych HP, na których fabrycznie instalowany jest program narzędziowy korzystający z takiego właśnie skrótu. Problem ten dotyczy także programu WordPerfect, który domyślnie ma zdefiniowane skróty klawiaturowe uniemożliwiające uzyskanie liter „ą” i „ń”.